# Tranvia Forlì-Meldola
("Il Ravennate", 27 settembre 1882.)
La tranvia Forlì-Meldola era una linea tranviaria interurbana, funzionante a vapore, che collegava la cittadina di Meldola al suo capoluogo di provincia, Forlì.

## Storia
Negli anni settanta del XIX secolo fiorirono svariate proposte per la costruzione di ferrovie locali intorno a Forlì. Nel 1879 l'avvocato meldolese Giovanni Brusaporci e il forlivese Giulio Romagnoli proposero una tranvia da Forlì a Meldola, e costituirono una società assieme alla banca dei torinesi Tachis e Levi che il 26 settembre 1881 ottenne la concessione per costruire ed esercire la linea.
La tranvia venne inaugurata il 19 novembre 1881 e conobbe fin dall'inizio un buon successo di traffico; la società iniziò a costruire anche la linea Forlì-Ravenna, attivata due anni dopo.
Nel 1884 la gestione delle linee passò alla Società Anonima dei Tramways delle Romagne (SATR), a capitale belga, che potenziò il servizio e il parco rotabili.
La linea continuò il suo servizio per decenni senza modifiche di rilievo, e dopo la prima guerra mondiale non risultava concorrenziale con i nuovi servizi automobilistici.
L'esercizio cessò l'11 gennaio 1930, sostituito da un'autolinea concessa alla SITA.

## Caratteristiche tecniche
La linea, lunga 12 km, era armata con rotaie Vignoles da 18 kg/m. Lo scartamento era metrico.
Il tram viaggiava a una velocità massima di 20 km/h, che si riducevano a 6 km/h per l'attraversamento dei centri abitati. Impiegava 55 minuti a percorrere l'intera linea.

## Percorso
| Unused urban continuation backward |

| Unknown route-map component "uexBHF" |

| Unknown route-map component "uexBHF" |

| Unknown route-map component "uexKBHFaq" | Unknown route-map component "uexABZgr" |  |

| Unknown route-map component "uexHST" |

| Unknown route-map component "uexHST" |

| Unknown route-map component "uexHST" |

| Unknown route-map component "uexKBHFe" |

La linea aveva origine a Forlì in una stazione comune alla linea per Ravenna, posta lateralmente a via Alfredo Oriani e presso la quale avevano sede il deposito-officina e la direzione di esercizio.
Sempre a Forlì rimase per pochi anni attiva una breve diramazione urbana fra Piazzale della Vittoria e Piazza Vittorio Emanuele II (poi piazza Aurelio Saffi), lungo l'allora Corso Vittorio Emanuele (poi corso della Repubblica).
Lasciata la città, la tranvia imboccava la Strada statale 9 Via Emilia fino alla località di Ronco, dove svoltava verso sud seguendo la strada per Meldola costituita da viale Bidente, la cui prima parte fu successivamente interrotta per la costruzione dell'aeroporto di Forlì.
La stazione capolinea di Meldola è divenuta in seguito la sede del consorzio agrario.

### Materiale Rotabile
Per la trazione dei treni delle due linee furono utilizzate in totale 15 locomotive tranviarie a vapore di vari tipi, così riassumibili:
| Unità | Anno di costruzione | Rodiggio | Costruttore                   | N. di costruzione | Note                                                              |
| ----- | ------------------- | -------- | ----------------------------- | ----------------- | ----------------------------------------------------------------- |
| 1÷8   | Vari                | B        | Cerimedo & C./Henschel & Sohn |                   | L'unica unità Henschel, del 1881, aveva il n. di costruzione 1302 |
| 9÷10  | 1883                | B        | Krauss                        | 1431, 1434        |                                                                   |
| 21÷23 | 1907                | B        | La Meuse                      | 2157÷2159         |                                                                   |
| 31÷32 | 1913                | C        | La Meuse                      | 2717÷2718         |                                                                   |